# Hamilton County (Florida)
Das Hamilton County ist ein County im Bundesstaat Florida der Vereinigten Staaten. Der Verwaltungssitz (County Seat) ist Jasper.

## Geschichte
Das Hamilton County wurde 1827 aus Teilen des Jefferson County gebildet. Benannt wurde es nach Alexander Hamilton, dem ersten US-Staatssekretär des Finanzministeriums.

## Geographie
Das County hat eine Fläche von 1345 Quadratkilometern, wovon zwölf Quadratkilometer Wasserfläche sind. Es grenzt im Uhrzeigersinn an folgende Countys: Columbia County, Suwannee County und Madison County.

## Demografische Daten
Nach der Volkszählung im Jahr 2010 lebten im Hamilton County 14.799 Menschen in 5.743 Haushalten. Die Bevölkerungsdichte betrug 11,1 Einwohner pro Quadratkilometer. Ethnisch betrachtet setzte sich die Bevölkerung zusammen aus 59,8 % Weißen, 34,5 % Afroamerikanern, 0,6 % Indianern und 0,5 % Asian Americans. 2,8 % waren Angehörige anderer Ethnien und 1,7 % verschiedener Ethnien. 8,8 % der Bevölkerung bestand aus Hispanics oder Latinos.
Im Jahr 2010 lebten in 32,0 % aller Haushalte Kinder unter 18 Jahren sowie 30,9 % aller Haushalte Personen mit mindestens 65 Jahren. 69,0 % der Haushalte waren Familienhaushalte (bestehend aus verheirateten Paaren mit oder ohne Nachkommen bzw. einem Elternteil mit Nachkomme). Die durchschnittliche Größe eines Haushalts lag bei 2,54 Personen und die durchschnittliche Familiengröße bei 3,05 Personen.
22,7 % der Bevölkerung waren jünger als 20 Jahre, 30,0 % waren 20 bis 39 Jahre alt, 28,0 % waren 40 bis 59 Jahre alt und 19,4 % waren mindestens 60 Jahre alt. Das mittlere Alter betrug 38 Jahre. 58,9 % der Bevölkerung waren männlich und 41,1 % weiblich.
Das jährliche Durchschnittseinkommen eines Haushalts betrug 36.875 USD, dabei lebten 22,6 % der Bevölkerung unter der Armutsgrenze.
Im Jahr 2010 war englisch die Muttersprache von 91,80 % der Bevölkerung, spanisch sprachen 6,89 % und 1,31 % hatten eine andere Muttersprache.

## Kultur und Sehenswürdigkeiten

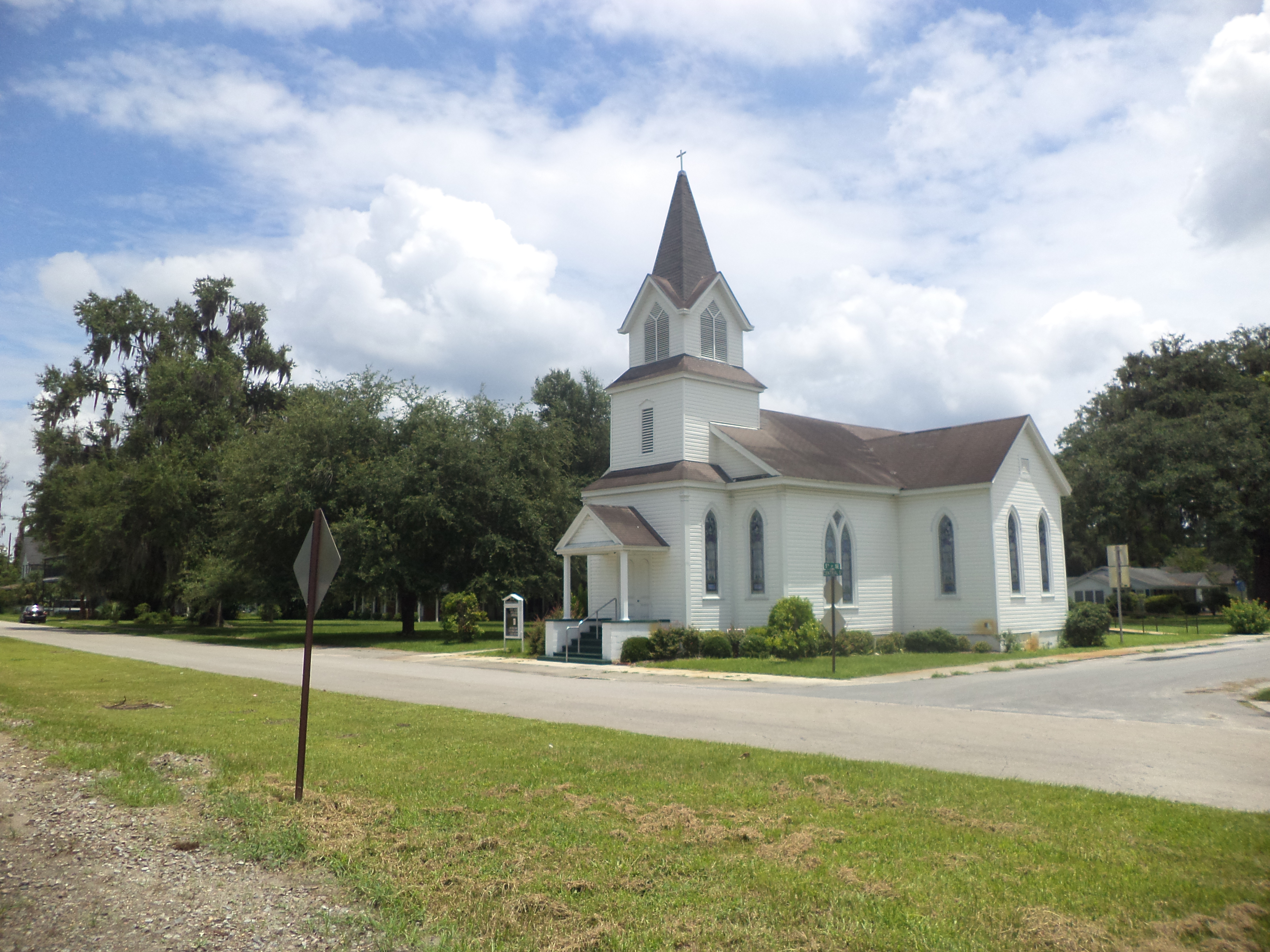
First United Methodist Church in Jasper (2013). Die im Stile des Carpenter Gothic errichtete Kirche wurde im September 1978 als erstes Objekt im Hamilton County in das NRHP eingetragen.

Fünf Bauwerke und Historic Districts („historische Bezirke“) im Hamilton County sind im National Register of Historic Places („Nationales Verzeichnis historischer Orte“; NRHP) eingetragen (Stand 19. Januar 2023), die North Hamilton Elementary School, das Johns House,  das Old Hamilton County Jail, die First United Methodist Church und der White Springs Historic District.

## Orte im Hamilton County
Orte im Hamilton County mit Einwohnerzahlen der Volkszählung von 2010:
City:
- Jasper (County Seat) – 4.546 Einwohner

Towns:
- Jennings – 878 Einwohner
- White Springs – 777 Einwohner